# Ivan Nepomuk Jemeršić

Ivan Nepomuk Jemeršić (Martinišće kraj Velikoga Trgovišća, 17. travnja 1864. — Grubišno Polje, 7. prosinca 1938.) - hrvatski katolički svećenik, političar i publicist
Rodio se u Martinišće kraj Velikoga Trgovišća, 17. travnja 1864. godine. Osnovnu je školu pohađao u Krapini, a zatim je dvanaest godina proveo u gimnazijskom i bogoslovnom školovanju u Zagrebu. Došao je u Grubišno Polje 1887. godine gdje je obavljao svećenički poziv i odgojno obrazovni rad s mladeži do 1928. godine.
Obnovio je župnu crkvu sv. Josipa u Grubišnom Polju, u kojoj je uredio oltar i spilju Majke Božje Lurdske. Služio je svete mise na hrvatskom, češkom, mađarskom i njemačkom jeziku. Bavio se, uz ostalo, pčelarstvom i uzgojem različitih vrsta ptica te vinogradarstvom i voćarstvom. Izgradio je dvije kuće: »Živila Hrvatska!« u Velikoj Peratovici i »Moj mir« u Grubišnom Polju, gdje je živio nakon umirovljenja 1928.
Uveo je u Grubišnom Polju pobožnost Imena Marijina (12. rujna, „Marinje“, 1889.), kojom prigodom je spjevana i pjesma „Majko Božja Grubiška“. Pobožnost Imena Marijina u svoje vrijeme poprima značaj i oblike proštenja širih razmjera, posebice kada se 1916. godine u Grubišno Polje slilo preko trideset tisuća hodočasnika. "Marinje" se i danas svečano slavi u Grubišnom Polju svake godine. Između uistinu brojnih službi koje je obnašao bio je i predsjednik Čitaonice u Grubišnom Polju, zatim općinski odbornik, županijski skupštinar, mjesni školski nadzornik u školi u Grubišnom Polju i Grbavcu.
Pisao je za širi krug čitatelja, napisao je desetak knjiga, a popularnost je stekao djelima „Majka u radu za Boga i Hrvatsku ili Dar hrvatskim ženama” (1894.), „Temeljne istine objave Božje i razum” (1895.), „Bog i Hrvatska” (1896), u kojem je razradio odnos vjere i nacije, te zbirkom pripovijesti „Iz života za život” (1898.), osobito prihvaćenom među hrvatskim iseljenicima u Americi. Pisao je u velikom broju katoličkih časopisa.
Bio je narodni zastupnik u Hrvatskom saboru. Nastupao je u oporbi i sukobljavao se s vlašću, pogotovo s banom Khuenom Hedervaryijem. Bio je politički proganjan i kažnjen zatvorskom kaznom dva puta.
Po njemu je nazvana osnovna škola i ulica u Grubišnom Polju te se održava pjesnički skup njemu u spomen od 2003. godine.